# Gangsta rap
Gangsta rap es un subgénero musical del rap que se caracteriza por el estilo de vida violento de la juventud de las zonas menos favorecidas de la ciudad. Gangsta proviene de la palabra gangster. El género surgió hacia mediados de los años 1980 en Estados Unidos de la mano de raperos como Schoolly D y Ice-T, y fue popularizado en la última parte de la década de los ochenta por grupos como N.W.A. Gracias a la atracción mediática que Ice-T y N.W.A lograron entre finales de los años ochenta y comienzos de los noventa en su país, el gangsta rap pasó a convertirse en el subgénero más lucrativo en términos comerciales del hip hop. Algunos raperos gangsta de Estados Unidos han sido asociados fuera del circuito musical con gánsters reales, afirmando la existencia de lazos con pandillas como los Bloods o los Crips.

## Temática gangsta temprana
El álbum de 1973 Hustler's Convention de Lightnin' Rod y Jaren Clark trataba en sus letras con la vida de la calle, incluyendo el proxenetismo y la venta de drogas. Jalal Mansur Nuriddin, miembro de The Last Poets, llevó a cabo vocales rimadas en la jerga urbana de su época, y junto a otros miembros de Last Poets fue muy influyente sobre grupos posteriores de hip hop como Public Enemy. Muchos raperos, como Ice T y Mac Dre, han reconocido la influencia del chulo y escritor Iceberg Slim en sus letras. 
Las películas de Rudy Ray Moore basadas en el personaje Dolemite, su alter ego proxeneta, también tuvieron un cierto impacto sobre el gangsta rap y son todavía una importante fuente de samples. Finalmente, las películas blaxploitation de los años 1970, con sus descripciones vívidas de figuras negras del underworld fueron una importante inspiración también. Por ejemplo, la pieza que abre el disco Doggystyle de Snoop Dogg es un homenaje a la famosa escena de la ducha de la película de 1972 Super Fly, mientras que el rapero Notorious B.I.G. tomó su alias "Biggie Smalls" del personaje de la película de 1975 Let's Do It Again.

## Orígenes: 1984-1990

### Comienzos: Ice-T & Schoolly D
En 1986, el rapero de Los Ángeles Ice-T publicó "6 in the Mornin'", que suele ser considerada como la primera canción del estilo gangsta rap. Ice-T había sido MC desde comienzos de los años 1980. En una entrevista en la revista PROPS, Ice-T dijo:
Este es el orden cronológico exacto de lo que realmente pasó: el primer disco que salió del estilo fue "P.S.K." de Schoolly D. Entonces la síncopa de aquel rap fue utilizada por mi cuando hice "6 in the Mornin'". La parte vocal era la misma: "...P.S.K. is makin' that green", "...six in the morning, police at my door". Cuando oí aquel disco pensé, "¡oh, mierda!" (...). Mi disco no sonaba como P.S.K., pero me gustaba la forma en que fluía. P.S.K. hablaba de Park Side Killers pero de forma vaga. Esa era la única diferencia, cuando Schoolly lo hizo, fue como "...uno por uno, me los estoy cargando a todos." Todo lo que hizo fue representar una pandilla en su disco. Yo tomé eso y escribí un disco sobre pistolas, dar palizas a gente, y todo eso con "6 in the Mornin'". Al mismo tiempo que mi disco salió, Boogie Down Productions lograron un hit con Criminal Minded, que era un álbum basado en tema gánster. No trataba sobre mensajes o "Tu Tienes que Aprender", era todo sobre gangsterism.
Ice-T siguió publicando álbumes de gangsta por el resto de la década: Rhyme Pays en 1987, Power en 1988 y The Iceberg/Freedom of Speech...Just Watch What You Say en 1989. Las letras de Ice-T también contenían potentes mensajes políticos, y solía combinar la glorificación del estilo de vida gangsta y la crítica del mismo como una situación sin ganadores.
Boogie Down Productions publicó su primer sencillo, "Say No Brother (Crack Attack Don't Do It)", en 1986. Fue seguido por "South-Bronx/P is Free" y "9mm Goes Bang" el mismo año. El último de ellos es el tema con mayor contenido gangsta de los tres. En él KRS-One presume de disparar a un camello de crack y su pandilla hasta la muerte (en defensa propia). El álbum Criminal Minded le siguió en 1987, siendo el primer álbum de rap en incluir armas de fuego en su portada. Poco tiempo tras su publicación, el DJ, Scott LaRock, murió disparado. Tras esto, los siguientes discos de BDP estuvieron más "centrados". 
El primer gran éxito comercial del gangsta rap fue el álbum Straight Outta Compton del grupo N.W.A, publicado en 1988. Straight Outta Compton establecería el West Coast hip hop como un género vital y alzaría a Los Ángeles al estatus de rival legítimo de la capital de todos los tiempos del hip hop, Nueva York. Straight Outta Compton dio comienzo a la primera controversia importante en relación con las letras de su canción "Fuck Tha Police", a causa de la cual el grupo recibió una carta del Asistente del Director del FBI Milt Ahlerich. Como consecuencia de la influencia de Ice T y N.W.A, suele atribuirse a la Costa Oeste el origen del gangsta, a pesar de las contribuciones de grupos de la Costa Este como Boogie Down Productions.
A comienzos de los años 1990, el antiguo miembro de N.W.A Ice Cube influenciaría aún más el gangsta rap con sus álbumes hardcore y sociopolíticos, que pusieron de manifiesto el potencial del gangsta rap como medio político para dar voz a la juventud más desfavorecida. El tercer álbum de N.W.A, Efil4zaggin (1991) (publicado tras la marcha de Ice Cube del grupo), logró ser el primer álbum de gangsta rap en alcanzar el #1 en la lista de éxitos pop Billboard.

## 1990-presente

### Ice-T
Ice-T publicó uno de los álbumes seminales del género, OG: Original Gangster, en 1991. También contenía una canción de su nuevo grupo de thrash metal Body Count. El grupo logró gran repercusión mediática a raíz de la controversia por su canción Cop Killer.
Su siguiente álbum, Home Invasion, fue pospuesto como consecuencia de la controversia, y finalmente se editó en 1993. Aunque contenía elementos gangsta, fue su álbum más político hasta la fecha. Tras este, dejó la compañía Warner Bros. Records. Los siguientes álbumes de Ice-T recuperaron la temática gangsta, pero nunca tuvieron tanta popularidad como sus anteriores discos. Había alienado a su audiencia con su acercamiento al metal, su énfasis en política y sus beats rápidos al estilo de Bomb-Squad en un tiempo en el que el estilo más popular era el g-funk.

### G-funk y Death Row Records
En 1992, el antiguo miembro de N.W.A Dr. Dre publicó The Chronic, logrando un tremendo éxito de ventas llegando a alcanzar el triple disco de platino, demostrando que el gangsta rap explícito podía conseguir el mismo atractivo de masas logrado hasta la fecha por otros raperos más orientados hacia el pop como MC Hammer, The Fresh Prince y Tone Lōc. El álbum consolidó el dominio del gangsta rap de la Costa Oeste y del sello discográfico de Dre Death Row Records, propiedad de Dre y su anterior guardaespaldas Marion "Suge" Knight. El álbum también supuso el nacimiento de un nuevo subgénero del hip hop conocido como g-funk, que consistía en una forma de hip hop de tempo lento y sonido "arrastrado". Durante un tiempo, este estilo dominó las listas de éxitos. 
Con un sampleo intensivo de grupos de p-funk, especialmente Parliament y Funkadelic, el g-funk se caracterizaba por tener múltiples capas de sonido, si bien su estructura era sencilla y en la pista resultaba fácil de bailar. El mensaje simple de sus letras, centrado en que los problemas cotidianos podían ser superados mediante las armas, el alcohol y la marihuana, le proporcionaron un gran éxito entre los adolescentes. El single contenido en el disco "Nuthin' but a "G" Thang" se convirtió en un hit que cruzó estilos, y su vídeo se convirtió en básico en la cadena MTV, a pesar de la orientación tradicional de la emisora hacia el rock. 
Otro éxito de g-funk en la época fue el álbum Predator de Ice Cube, publicado al mismo tiempo que The Chronic en 1992. Vendió cerca de 5 millones de copias y alcanzó el #1 en las listas de éxitos, gracias al sencillo "It Was a Good Day". Otro de los grandes éxitos del estilo lo consiguió el protegido de Dre Snoop Doggy Dogg, con su disco Doggystyle, publicado en 1993. 
En 1995 aparece «Gangsta's Paradise».
Es una canción interpretada por los raperos Coolio y L.V. La canción utiliza como base la canción "Pastime Paradise" de Stevie Wonder y fue grabada para la película de 1995 Mentes peligrosas e incluida en la banda sonora de la película y en el álbum de Coolio Gangsta's Paradise, además de ser incluida en el tráiler de Sonic, la película. También fue incluida en el álbum debut de L.V., I Am L.V., aunque en esta versión no participó Coolio. Coolio ganó el premio Grammy por mejor actuación de rap en solitario por esta canción. En 1996, "Weird Al" Yankovic realizó una parodia titulada "Amish Paradise".
En 1996, 2Pac firmó con Death Row y publicó el álbum doble multiplatino All Eyez on Me. Poco tiempo después, su muerte violenta llevó el gangsta rap a los titulares de la prensa nacional.

### Mafioso rap
Mafioso rap es un tipo de hip hop hardcore creado por Kool G Rap hacia finales de los años ochenta. Se trató de la extensión mafiosa del hardcore rap de la Costa Este, y está considerado como la contrapartida del g-funk rap de la Costa Oeste. Aunque el género desapareció durante varios años, reapareció en 1995 cuando el miembro de Wu-Tang Clan Raekwon publicó su álbum en solitario Only Built 4 Cuban Linx.... En 1995 también vio la luz el álbum Doe or Die de AZ, protegido del rapero Nas. Estos dos álbumes llevaron el género al reconocimiento mainstream, e inspiraron a otros raperos de la Costa Este como Nas, Notorious B.I.G. y Jay-Z, quienes adoptaron la misma temática en álbumes como It Was Written, Life After Death y Reasonable Doubt.

### Era comercial
Antes del final de los años 1990, el gangsta rap, aunque era un género con grandes ventas, se veía como externo al mainstream pop. Sin embargo, el ascenso de Bad Boy Records, gracias al éxito del cabeza del sello Sean "Puffy" Combs y su álbum de 1997, No Way Out, tras la atención mediática generada por los asesinatos de 2Pac y The Notorious B.I.G., señalaron un gran cambio estilístico en el gangsta rap en la medida que mutó en un nuevo subgénero del hip hop que sería todavía más comercial y socialmente aceptado. 
El temprano y todavía controvertido éxito de temas de gangsta rap como "Gin and Juice" dieron paso a una nueva forma de gangsta rap que se haría comúnmente aceptado en las listas de éxitos pop hacia finales de los noventa. Por ejemplo, entre la publicación del álbum de debut de The Notorious B.I.G. Ready to Die en 1994 y su continuación, el póstumo Life After Death en 1997, su sonido cambió desde una producción tensa y oscura, con letras que proyectaban desesperación y paranoia, hacia un sonido más limpio y relajado y una temática basada en el consumo popular (si bien las referencias a las armas, la venta de drogas y la vida como mafioso de la calle permanecían).
Los ganchos al estilo del R&B y los samples instantáneamente reconocibles de canciones de soul y pop de los 1970 y 1980 fueron la base de este sonido, abanderado principalmente por la producción de Sean "Puffy" Combs para The Notorious B.I.G. ("Mo Money, Mo Problems"), Mase ("Feels So Good") y los artistas de Bad Boy como Jay-Z ("Can I Get A...") y Nas ("Street Dreams"). Con niveles similares de éxito surgió en la época un sonido similar de la mano de Master P y su sello No Limit en Nueva Orleans.
Muchos de los artistas que lograron éxito de masas en los años 2000 como Jay-Z, DMX, T.I., 50 Cent y G-Unit, surgieron en la escena East Coast de los noventa y estaban poderosamente influenciados por grupos y artistas como The Notorious B.I.G, Wu-Tang Clan y Nas.